# مابريز مانسيموف
مابريز مانسيموف (بالأذرية: Mübariz Qurban oğlu Mənsimov)‏‏ (22 مارس 1968 - ) شخصية أعمال، ورائد أعمال من الاتحاد السوفيتي.